# 张贻侠
张贻侠（1930年10月—2023年11月5日），男，山东蓬莱人，中国矿床学家，曾任长春地质学院（現為吉林大学地球科学学院）院长、教授、博士生导师。